# Flash (Drogenkonsum)
Als Flash (engl. Blitz, blitzartig) oder auch Kick bezeichnet man das plötzliche Eintreten der Drogenwirkung. Der Konsument empfindet vorübergehend eine stark euphorisierende Wirkung sowie intensives Wohlbefinden. Ein Flash kann beispielsweise beim Konsum von Heroin, Crystal Meth oder Crack auftreten. Dem künstlich herbeigeführten oder zufällig auftretenden intensiven Rausch, welcher in der Regel nur kurz anhält, kann ein längerer, gedämpfter Rausch folgen. Jedoch verringert sich die Dauer des Flashs bei den meisten Drogen mit anhaltender Abhängigkeit und verschwindet manchmal gänzlich.
Verantwortlich für den Wirkungseintritt im Sinne eines Flash sind bei Heroin neben Substanzeigenschaften wie Lipophilie oder geringer Proteinbindung insbesondere die Zubereitungsform und die Konsumtechnik. Ausschlaggebend für den subjektiv wahrnehmbaren Wirkungsverlauf im Sinne des gewünschten Flash sind weniger pharmakokinetische oder pharmakodynamische Substanzunterschiede der Opioide, sondern vielmehr ihre schnelle Anreicherung („Anflutung“) im Zentralnervensystem innerhalb einer sehr kurzen Invasionszeit.
Ein Flash ist nicht zu verwechseln mit einem Flashback.